# Duranta sprucei x triacantha
Duranta sprucei x triacantha là một loài thực vật có hoa trong họ Cỏ roi ngựa. Loài này được Schinz mô tả khoa học đầu tiên năm 1984.